# Черемшаны № 2
Черемша́ны № 2 — посёлок в Хвалынском районе Саратовской области России. Входит в состав городского поселения город Хвалынск.

## География
Посёлок находится на расстоянии менее 2 км (по прямой) к западу от северо-западной окраины города Хвалынск, административного центра района. 

### Часовой пояс
Посёлок Черемшаны № 2, как и вся Саратовская область, находится в часовой зоне МСК+1. Смещение применяемого времени относительно UTC составляет +4:00.

## Население
| 2010 |
| ---- |
| 4    |

### Национальный состав
Согласно результатам переписи 2002 года, в национальной структуре населения русские составляли 100 % из 2 чел.

## Инфраструктура
В посёлке действует парк-отель «Хвалынский», открытый на месте существовавшей ранее спортбазы баскетбольного клуба «Автодор». На этом месте также существовал в советское время санаторий ВЦСПС.